# Western & Southern Financial Group Masters & Women’s Open 2004
Die Western & Southern Financial Group Masters and Women’s Open 2004 waren ein Tennisturnier der WTA Tour 2004 für Damen und ein Tennisturnier der ATP Tour 2004 für Herren in Mason, Ohio bei Cincinnati, welche vom 2. bis 8. August für Herren und vom 14. bis 22. August 2004 für Damen stattfanden.

## Herrenturnier
→ Qualifikation: Western & Southern Financial Group Masters 2004/Qualifikation

## Damenturnier
→ Qualifikation: Western & Southern Financial Group Women’s Open 2004/Qualifikation